# Ein Fall für zwei: Blutsbande
Blutsbande ist der Titel der 36. Episode der Krimiserie Ein Fall für zwei mit Günter Strack und Claus Theo Gärtner in den Hauptrollen.

## Handlung
Der Privatdetektiv Josef Matula unterhält sich in einer Kneipe mit Tanja, die Bernd Brauer des Mordes an ihrer Freundin Elvira beschuldigt. Deren Leiche wurde zuvor auf einer Baustelle aufgefunden. Brauer, der die Tat vehement bestreitet, befindet sich in  Untersuchungshaft und wird von Rechtsanwalt Dr. Renz verteidigt. Seine Mutter Monika und sein Bruder Pit sind verzweifelt, da bislang keine entlastenden Beweise vorliegen. Sie richten ihren Verdacht sowohl auf eine Gruppe Punks, die sich regelmäßig am Tatort aufhält, als auch auf den Grafiker Alf Christen, dessen Alibi Matula bereits geprüft und als fragwürdig und nicht hinreichend entkräftet beurteilt. Dr. Renz rät Mutter und Bruder, Bernd zu einem Geständnis zu bewegen, da dies möglicherweise das Strafmaß senken könnte.
Punkter finden wenig später eine weitere Leiche unter ähnlichen Umständen am gleichen Ort vor. Matula und Dr. Renz vermuten, dass dieser Mord inszeniert worden sein könnte, um Bernd Brauer zu entlasten, während dieser sich in Haft befand. Ihr Verdacht richtet sich gegen Monika und Pit Brauer. Monika Brauer erscheint daraufhin in der Kanzlei und äußert tatsächlich in auffallender Art und Weise Erleichterung über die weitere Straftat. Doch Dr. Renz schränkt ein, dass auch eine Nachahmungstat durch einen anderen Täter nicht auszuschließen sei. Um mögliche Zusammenhänge zu klären, fragt er Bernd Brauer, ob sein Freund Rolf Wirth in die Geschehnisse verwickelt sein könne. Der Staatsanwalt betrachtet die beiden Todesfälle zunächst als separate Verbrechen. Eine von Dr. Renz beantragte Verschiebung des Verfahrens bis zur Aufklärung des zweiten Mordes wird jedoch nicht grundsätzlich abgelehnt. Kurz darauf wird Pit Brauer, der kein Alibi für die Tatzeit vorweisen kann, festgenommen. Der Staatsanwalt wirft Dr. Renz indirekt vor, den zweiten Mord provoziert zu haben, da er Pit und Monika Brauer vermittelt habe, dass ein weiterer Mord möglicherweise Bernds Freispruch beschleunigen könnte.
Matula fährt nach Mannheim, um Rolf Wirth, der dort als Taxifahrer arbeitet, aufzusuchen. Bei der Konfrontation zeigt sich Wirth unkooperativ und verletzt Matula durch eine abrupte Bremsung, bevor er ihn aus seinem Taxi wirft. Parallel dazu nimmt Dr. Renz erneut Alf Christen ins Visier, der mit Elvira befreundet war. Renz verdächtigt ihn, beide Morde begangen zu haben. Matula befragt währenddessen die Punks unweit des Tatorts und erfährt, dass das erste Opfer laut um Hilfe geschrien habe. Mit diesem Detail konfrontiert er Christen und bittet ihn um ein aktuelles Porträtfoto, um es den Punks zeigen zu können. Christen verweigert dies und versucht, Matula mit einem finanziellen Angebot zu einem Rechercheauftrag nach Indien zu schicken. Diese offensichtliche Methode zur Ablenkung schildert Matula daraufhin der Polizei. Die Ermittlungen verdichten sich infolgedessen schließlich, als Christen unter Polizeibefragung den Mord an Elvira gesteht. Er gibt an, sie im Affekt getötet zu haben, beteuert jedoch seine Unschuld am zweiten Mord. In der Folge wird Bernd Brauer aus der Haft entlassen. Dr. Renz bittet allerdings den Staatsanwalt, Pit Brauer vorerst nicht freizulassen, obwohl er dazu bereit gewesen wäre. Gemeinsam mit Monika Brauer holt Renz Bernd aus dem Gefängnis ab. Währenddessen wird Pit in Handschellen vorgeführt. Monika, von Renz' Verhalten und dem wachsenden Misstrauen ihres Sohnes Bernd verunsichert, gesteht schließlich, die Mörderin des zweiten Opfers zu sein.

## Hintergrund

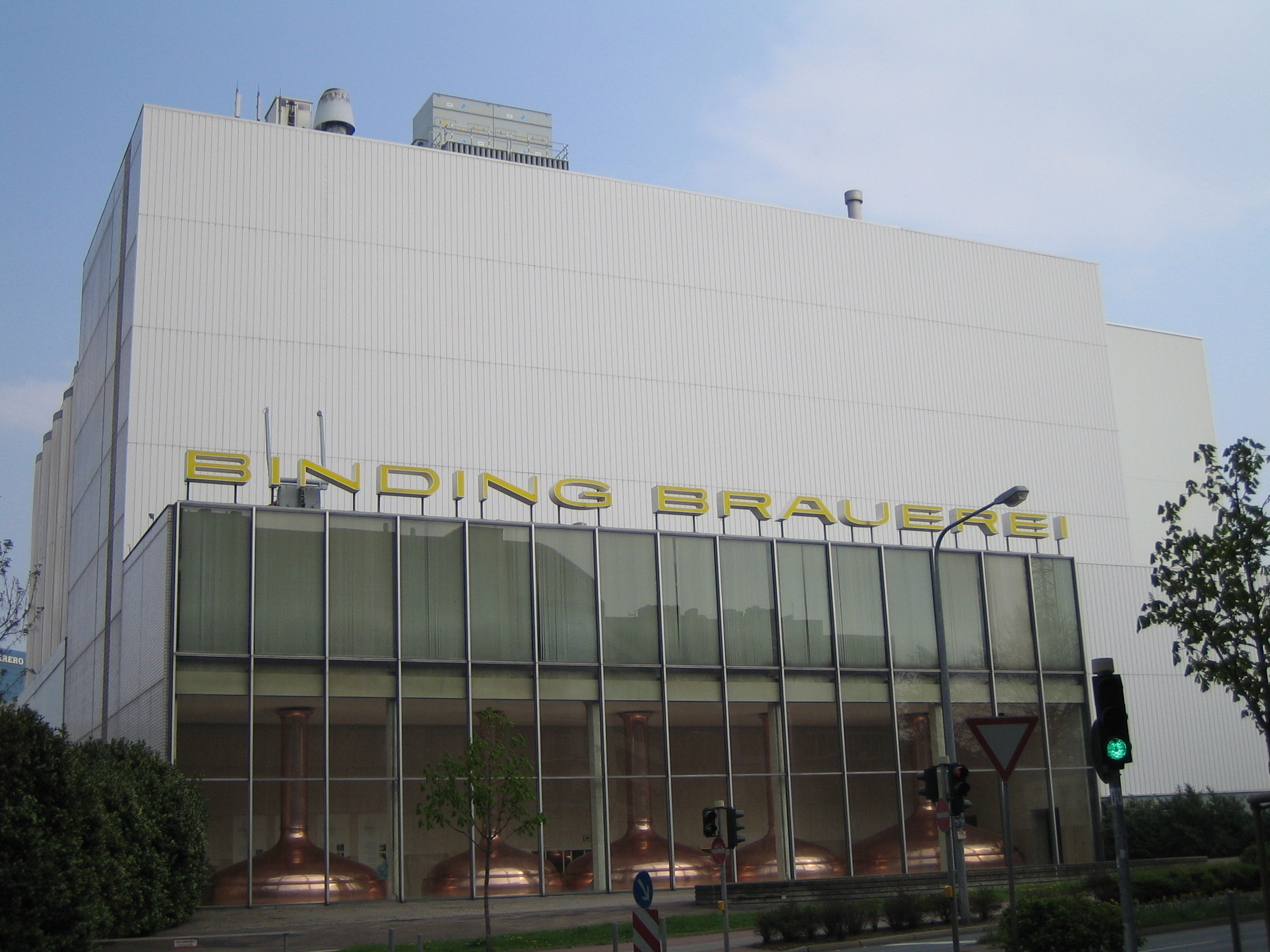
Binding-Brauerei, aufgenommen aus vergleichbarer Perspektive wie in der Episode

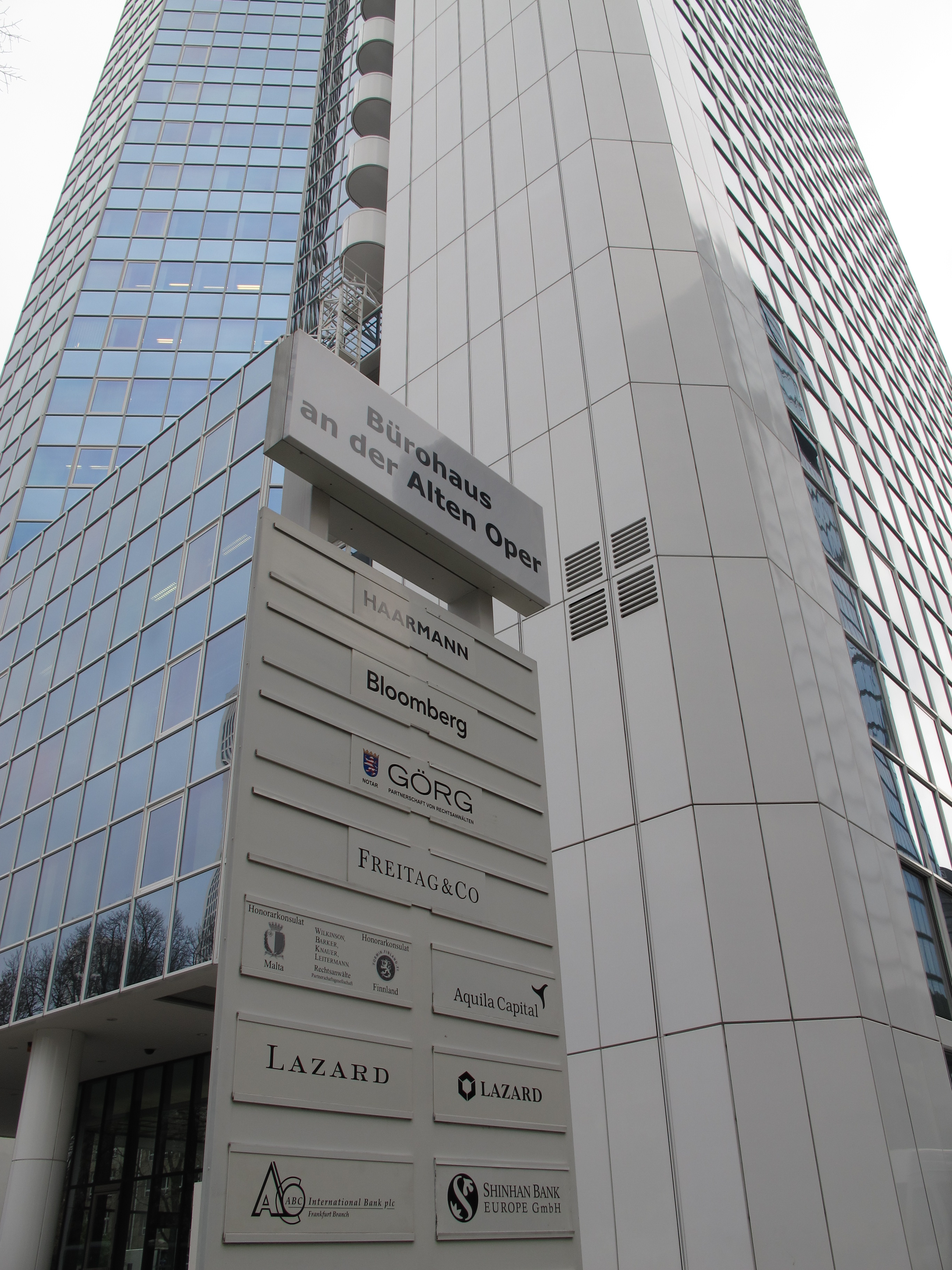
Bürohaus an der Alten Oper, aufgenommen aus identischer Perspektive wie in der Episode

Die Episode wurde überwiegend im Rhein-Main-Gebiet gedreht. Die Kulisse der Kanzlei von Dr. Renz befand sich im Hotel InterContinental Frankfurt. Das zur Zeit der Dreharbeiten unbebaute Grundstück, auf dem der Leichenfund inszeniert wurde, befand sich gegenüber der Binding-Brauerei an der Darmstädter Landstraße in Frankfurt-Sachsenhausen. Während des Abspanns ist ein Blick aus erhöhter Perspektive auf das Frankfurter Stadtzentrum von diesem Ort aus zu sehen.
Das Bürohaus an der Alten Oper in der Neuen Mainzer Straße diente als Kulisse für das Gebäude, an dem Pit Brauer seine Tätigkeit als Fensterputzer ausübt. In den entsprechenden Szenen sind außerdem die benachbarte Alte Oper sowie das Deutsche-Bank-Hochhaus mit seinen Zwillingstürmen zu sehen.
Die vorgeblich in Mannheim spielenden Szenen wurden unter anderem im nördlich des Mains gelegenen Umfeld der Deutschherrnbrücke in Frankfurt-Ostend gedreht.
Die Figur des Dr. Renz ist in dieser Folge erstmals mit einem Mercedes-Benz der Baureihe 126 ausgestattet.